# Урада (Дагестан)
Урада́ — село (аул) в Шамильском районе Дагестана. Административный центр Урадинского сельсовета.

## Географическое положение
Расположено в 5 км к югу от районного центра села Хебда, на левом берегу реки Гичиноор.

## Население
| 1869  | 1888  | 1895  | 1926  | 1939  | 1970  | 1989  |
| ----- | ----- | ----- | ----- | ----- | ----- | ----- |
| 1037  | ↗1338 | ↗1383 | ↘1117 | ↘1106 | ↗1441 | ↗1486 |
| 2002  | 2010  | 2021  |       |       |       |       |
| ↗2254 | ↗2334 | ↗2412 |       |       |       |       |

## История
С 1928 по 1932 год — административный центр Кахибского района.
«Название Урада, по преданиям, произошло от того, что поселение было воздвигнуто на возвышенном, обзорном месте „ГIурада“. Есть еще предположения, что поселение находится между речками (ЦIвенда, Гичиниб, Кьурулъар), то есть, „гIоразда гьоркьоб“ — ГIоразда, Гiорада, ГIурада». 